# Gran Liga de Uganda
La Gran Liga de Uganda es la segunda liga de fútbol en importancia en el país solamente por debajo de la Liga Premier de Uganda, y es organizada por la Federación de Fútbol de Uganda.

## Historia
La liga fue creada el 6 de agosto de 2009 luego de una reestructuración hecha por la Federación de Fútbol de Uganda un año antes y es una liga regional, la cual se divide en dos grupos de 10 equipos cada uno, aunque en sus inicios la liga era compuesta por 16 equipos.
El ganador de cada grupo obtiene el ascenso a la Liga Premier de Uganda, mientras que el segundo y tercer lugar de cada grupo juegan un playoff para definir al tercer equipo ascendido.
Los dos peores equipos de cada grupo descienden a la categoría regional.

## Equipos Fundadores de la Liga
| Club                 | Ciudad      | Temporada 2008/09                           |
| -------------------- | ----------- | ------------------------------------------- |
| Bishop Nankyama FC   | Bukalasa    | Semifinalista de la Buganda Regional League |
| Devine Waters FC     | Apac        | 3º de la North Regional Super Mini League   |
| Fort Hills FC        | Fort Portal | 3º de la West Regional Super Mini League    |
| Gulu United FC       | Gulu        |                                             |
| Jinja Arsenal FC     | Jinja       |                                             |
| JMC FC               | Jinja       | 2º de la East Regional Super Mini League    |
| KASE FC              | Kampala     | 3º de la Kampala Regional Super Mini League |
| Maroons FC           | Kampala     | 2º de la Kampala Regional Super Mini League |
| MMC FC               | Masaka      |                                             |
| Mbale Heroes FC      | Mbale       | 3º de la East Regional Super Mini League    |
| Mbarara United FC    | Mbarara     | 14º de la Superliga de Uganda               |
| Misindye FC          | Mukono      | 3º de la Buganda Regional Super Mini League |
| Ndejje University FC | Luwero      | 2º de la Buganda Regional Super Mini League |
| Samba Boys FC        | Yumbe       | 2º de la North Regional Super Mini League   |
| Sharing Youth FC     | Kampala     | 17º en la Superliga de Uganda               |
| UTODA FC             | Kampala     | Semifinalista de la Kampala Regional League |

## Logros

### Campeonato de la Big League
| Temporada | Campeón          | Resultado | Finalista          | Sede                               |
| --------- | ---------------- | --------- | ------------------ | ---------------------------------- |
| 2009-10   | Maroons FC       | 2-0       | Gulu United FC     | Masindi Municipal Stadium, Masindi |
| 2010-11   | Maji FC          | 5-2       | Hoima-Busia FC     | Njeru Stadium, Jinja               |
| 2011-12   | Entebbe Young FC | 1-0       | Kiira Young        | Namboole Stadium, Kampala          |
| 2012-13   | Bright Stars FC  | 2-1       | CRO FC             | Mehta Stadium, Lugazi              |
| 2013-14   | Lweza FC         | 2-1       | Sadolin Bugembe FC | KCCA STADIUM, LUGOGO               |

### Playoff de Ascenso de la Big League
| Temporada | Campeón                | Resultado | Finalista                   | Sede                      |
| --------- | ---------------------- | --------- | --------------------------- | ------------------------- |
| 2009-10   | UTODA FC               | 1-0       | Misindye FC                 | Kampala                   |
| 2010-11   | Bul FC                 | 1-0 [aet] | Iganga Municipal Council FC |                           |
| 2011-12   | SC Victoria University | 4-0       | Aurum Roses FC              | Namboole Stadium, Kampala |
| 2012-13   | Soana FC               | 3-0       | Koboko FC                   | Mehta Stadium, Lugazi     |
| 2013-14   | KJA Rwenshama          | 3-2       | Kirinja-Jinga SS            | KCCA Stadium              |

### Títulos de Grupos en la Big League
- (P) - Promovido.

#### Grupo Elgon
| Temporada | Campeón              | 2º Lugar              | 3º Lugar                    |
| --------- | -------------------- | --------------------- | --------------------------- |
| 2009-10   | Gulu United FC (P)   | UTODA FC (P)          |                             |
| 2010-11   | Hoima-Busia FC (P)   | Bul FC (P)            | Iganga Municipal Council FC |
| 2011-12   | Entebbe Young FC (P) | Mbarara Old Timers FC | CRO FC                      |
| 2012-13   | CRO FC (P)           | Soroti Garage FC      | Mbale Heroes FC             |
| 2013-14   | Lwesa FC (P)         | Baza Holdings         | Mutundwe Lions              |

#### Grupo Rwenzori
| Temporada | Campeón             | 2º Lugar                   | 3º Lugar         |
| --------- | ------------------- | -------------------------- | ---------------- |
| 2009-10   | Maroons FC (P)      | Misindye FC                |                  |
| 2010-11   | Maji FC (P)         | Boroboro Tigers FC         | CRO FC           |
| 2011-12   | Kiira Young (P)     | SC Victoria University (P) | Aurum Roses FC   |
| 2012-13   | Bright Stars FC (P) | Soana FC (P)               | Koboko FC        |
| 2013-14   | Sadolin Paints (P)  | KJT Rwenshama (P)          | Kirinja-Jinja SS |